# Witold Jeszke
Witold Jeszke (ur. 5 marca 1891 w Ruchocinku, zm. 4 listopada 1970 w Poznaniu) – polski działacz niepodległościowy i społeczny, doktor prawa, polityk, poseł na Sejm i senator w II RP.

## Życiorys

### Wykształcenie
Ukończył gimnazjum w Gnieźnie (zdał maturę w 1911 roku), następnie studiował filozofię i prawo na uniwersytetach w Królewcu, Lipsku i Wrocławiu (gdzie w 1917 roku obronił doktorat z prawa). Egzamin arendarski zdał w 1914 roku, a asesorski – w 1919 roku.

### Działalność niepodległościowa
W 1906 roku został wydalony z gimnazjum za udział w strajku szkolnym. Był członkiem Towarzystwa Tomasza Zana (w latach 1908–1911 był prezesem oddziału w Gnieźnie) oraz ZMP „Zet”. Był także współredaktorem pisma „Brzask”. Podczas studiów działał w tajnej organizacji „Grupy Narodowe”. Uczestniczył w powstaniu wielkopolskim, w 1919 roku był więziony przez władze niemieckie w Głogowie i Żaganiu.

### Działalność społeczna i zawodowa
W latach 1919–1921 pracował jako referendariusz w Ministerstwie byłej Dzielnicy Pruskiej, w latach 1921–1922 był syndykiem Związku Spółek Zarobkowych i Gospodarczych. W 1921 otworzył praktykę adwokacką (od 1926 roku także notarialną) i prowadził aż do wybuchu II wojny światowej jedną z największych kancelarii adwokacko-notarialnych w Poznaniu. Był członkiem i dziekanem Rady Adwokackiej, prezesem Rady Notarialnej (w latach 1934–1936 i 1938–1939) oraz prezesem Zarządu Głównego Koła Adwokatów RP.

### Działalność polityczna
W latach 1918–1919 współorganizował Związek Młodej Polski w Wielkopolsce (w roku 1923 był jego prezesem), w 1926 roku zainicjował utworzenie Związku Naprawy Rzeczypospolitej, który w 1928 roku połączył się z Partią Pracy tworząc Związek Polskiej Młodzieży Demokratycznej. W latach 1930–1935 był prezesem Rady Wojewódzkiej BBWR w Poznaniu, od 1931 – przewodniczącym Grupy Regionalnej posłów i senatorów BBWR w województwie poznańskim. Ponadto pełnił funkcję prezesa Towarzystwa Polsko-Duńskiego oraz działał w zarządzie Towarzystwa Opieki nad Polakami za Granicą i Zjednoczeniu Pracy Wsi i Miast.
W 1930 roku został posłem na Sejm III kadencji (1930–1935) – mandat uzyskał z listy nr 1 (BBWR) z okręgu wyborczym w Gnieźnie, a w 1935 roku został senatorem IV kadencji (1935–1938) z województwa poznańskiego. W III kadencji pracował w komisjach: budżetowej, konstytucyjnej (referent), prawniczej (referent), spraw zagranicznych (sekretarz i referent). W IV kadencji – w komisjach: administracji (1937–1938), opieki społecznej (1935–1936, zastępca przewodniczącego), prawniczej i spraw zagranicznych (1937–1938).

### Po wybuchu II wojny światowej i po wojnie
Po wybuchu II wojny światowej od września 1939 roku przebywał w Rumunii, od 1940 roku – na Cyprze i od 1941 roku – w Ośrodku Zapasowym Samodzielnej Brygady Strzelców Karpackich w Palestynie i Egipcie. W latach 1944–1945 uczestniczył w kampanii włoskiej w szeregach 2. Korpusu Polskiego (w stopniu porucznika).
Od 1947 roku mieszkał w Londynie, gdzie był zarządcą polskiego hotelu „Princes Conot Hotel” i wiceprezesem Komisji Badania Spraw Polsko-Niemieckich (do 1959 roku). W 1961 roku powrócił do kraju i zamieszkał u córki w Warszawie. Został pochowany na Cmentarzu Junikowo w Alei Zasłużonych (pole AZ, kwatera 2-L-9).

## Życie prywatne

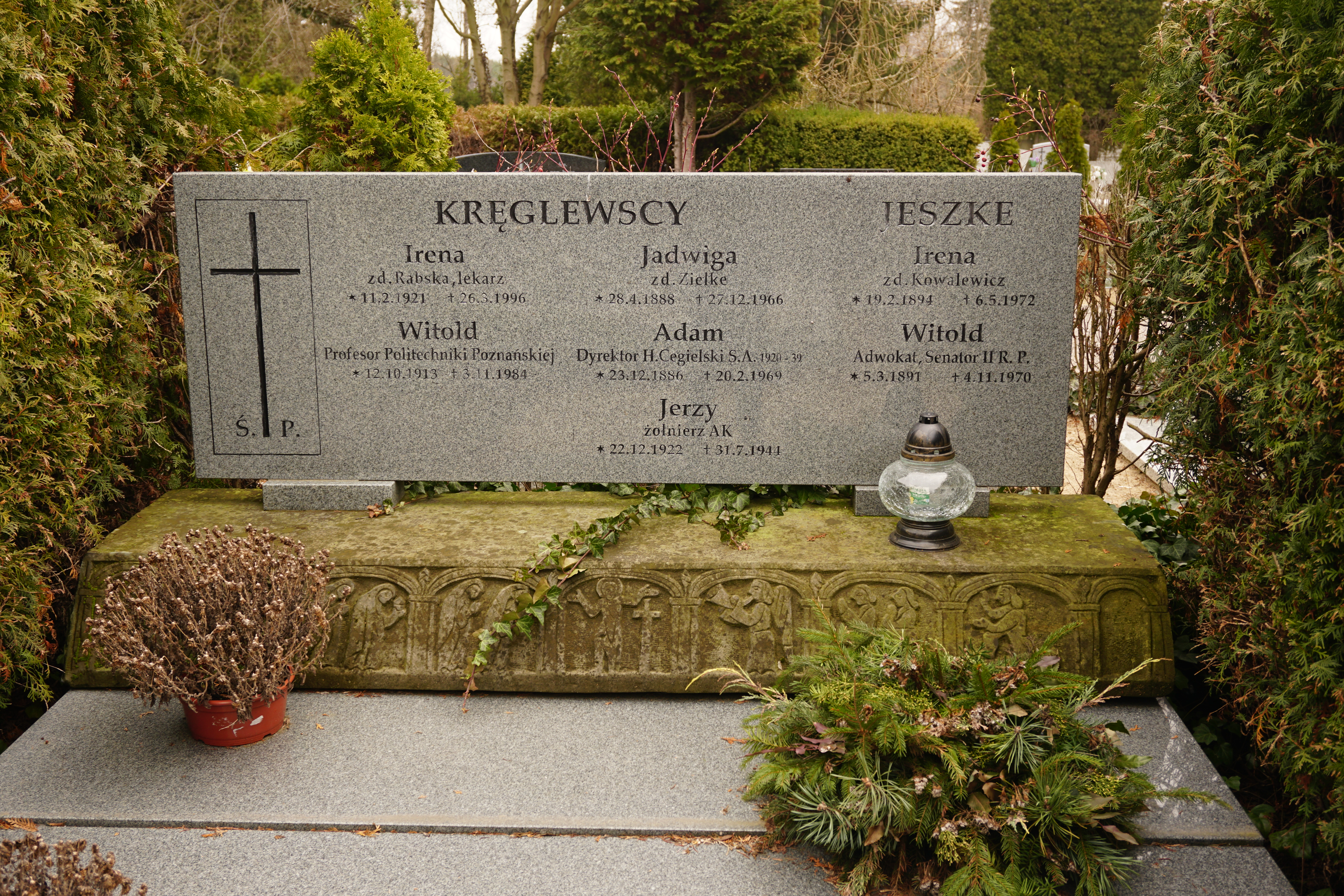
Grób Witolda Jeszkego na Cmentarzu Junikowskim (spoczywa w nim również prof. Witold Kręglewski)

Był synem Bolesława i Kazimiery z domu Lersz vel Lausz-Suffczyńskiej. Od 3 września 1920 roku był mężem Ireny z Kowalewiczów (1894–1972), mieli dwie córki: Aleksandrę po mężu Świechowską (1920–1989), archeolożkę i przybraną córkę Irenę Kręglewską z domu Rabską (1921-1996).

## Ordery i odznaczenia
- Krzyż Komandorski Orderu Odrodzenia Polski (27 listopada 1929)[6]
- Krzyż Niepodległości (22 grudnia 1931)[7]